# Иван Мудов
Иван Мудов е български художник авангардист и концептуалист, роден през 1975 г. в София, България.

## Биография
Учи в Гимназията за приложни изкуства в родния си град. През 2002 г. завършва Националната художествена академия, специалност Стенопис. Още преди да се дипломира прави индивидуални изложби и участва в групови проекти в страната и зад граница. Първата му самостоятелна проява е инсталацията The 2000 Syndrome от 1998 г.
Иван Мудов е член на Института за съвременно изкуство в София.

## Творчество

### Пътен трафик
Видео-цикълът за трафика по пътищата обхваща видео-филми за няколко пърформънса, в някои от които художникът регулира движението в униформа на български полицай или манипулира трафика по друг начин.
Цикълът творби „Предимство“ започва през 2000 г. с пърформънс в София, наречен One hour priority (София, 2000). С пърформънса 14:13 Minutes Priority (Ваймар, 2005) артистът участва във фестивала на съвременното изкуство, част от програмата на град Ваймар, Германия, Европейска столица на културата през 2005 г. В него български студенти или други сътрудници на артиста управляват автомобили въртейки се с предимство в кръгово кръстовище, имащи предимството пред включващите се от околните пътища МПС. През 2009 г. преиграва този пърформънс под името „9:43 Minutes Priority“ на кръговото кръстовище Anif в град Залцбург, като част от свое представяне в Saltzburger Kunstverein (Залцбург 2009).
Цикълът Traffic Control включва пърформънси в редица европейски градове (Грац 2001, Цетине 2002, Солун 2003). Във видеото „Traffic Control“ от 2002 г. Иван Мудов застава на оживено кръстовище в центъра на Грац, Австрия и регулира с палка и свирка движението в продължение на 15-ина минути като е облечен в униформа на български полицай. Използвайки отново типична градска ситуация, този път той се поставя в различна роля – не на един от множеството, а на един от упражняващите правилата. Подмяната на униформите (или на държавите) е намек за „властта на пагона“, както и шеговит опит една малка и винаги догонваща държава (символизирана от българската полицейска униформа) да упражни контрол върху бивша империя.

### МУСИЗ
Липсата на официална институция за съвременно изкуство в България е постоянна тема в работите на Иван Мудов, ведно с темата за колекционерството и колекционирането на произведенията на съвременното изкуство.
През 2005 г. предизвиква широк обществен отзвук с провокативния си проект за мнимото откриване на Музей на съвременното изкуство в сградата на гара Подуене в София, като със средствата на традиционната рекламна кампания той манипулира общественото мнение в София, симулирайки откриването на музей за съвременно изкуство – МУСИЗ. През 2005 г., в рамките на Визуалния семинар
През 2007 г. художникът произвежда и бутилира вино Wine for Openings за своя МУСИЗ (представено и дегустирано на 52-рото Венецианско биенале, 2007). По инициатива на „Pommery" 168 броя бутилки шампанско са бутилирани, етикетирани и заделени в избите им във Франция. Когато моментът настъпи те ще бъдат изпратени за откриването на българския музей за съвременно изкуство.
Острата критика към обществото и институциите по повод липсата на сбирка за съвременно изкуство в България е в дъното на цяла серия от проекти на артиста, последният от които е истински опит за учредяване на Музей за съвременно изкуство (МУСИЗ) по Закона за паметниците на културата и музеите през 2003. Видео-инсталацията от проекта има своята премиера на Нощта на галериите и музеите в Пловдив през 2010 г., а впоследствие и в галерия Alberta Pane в Париж.
Липсата на такъв музей в България мотивира и проекта Фрагменти (2002 – 2007) – колекция, която художникът носи със себе си в красив куфар (реплика на boîte-en-valise от Марсел Дюшан). „В продължение на пет години събирах части от произведения на изкуството от различни музеи, галерии и арт-центрове в Европа. […] Това е моят портативен музей и Ноев ковчег“, казва Иван Мудов за този свой проект. Колекцията събира на едно място фрагменти от произведения на изкуството от галерии и музеи и международни фестивали. Повечето от „фрагментите" са придобити без изричното съгласие на авторите или галеристите. Впоследствие проектът продължава с представянето на колекцията в Палацо Зорзи на Венецианското биенале през 2007 г.
Иван Мудов участва и в проекта „0GMS" заедно с художниците Камен Стоянов и Стивън Гермьор. Той представлява серия от малки галерии „паразити", които се помещават в големи галерии като „Галерия ИСИ-София", Cabaret Voltaire (Цюрих), и др.

### Презастрояването
През 2012 г. артистът адресира друг социален проблем – презастрояването, неестетичната архитектура на обществените пространства и липсата на прозрачност при разрешаването на строителството от страна на властите. В рамките на фестивала Sofia Contemporary Иван Мудов привидно организира на мним строеж на нов мавзолей в пространството на някогашния, което предизвиква бурна обществена реакция.

### Методи на работа
Краченето по ръба на закона, способността му да се въплъщава в роли и нуждата да прониква зад защитените стени на художествените институции, превръща категоризирането на Иван Мудов в нелека задача. Въпреки че той не обича да бъде описван по този начин, продължава да си служи с правилата и ролите, да ги изследва и реформулира съгласно своите лични приоритети. Именно тези похвати правят от Иван Мудов художник, който се движи от една територия в друга без да се страхува, че прекрачва физически или въображаеми граници.
Произведенията на Иван Мудов се прокрадват в реалността и ежедневието – създавайки прозорец, през който обикновеното може да се види в друга светлина, „с известно недоверие и иронично намигване“. На този принцип се ражда видео-цикълът за трафика по пътищата (вж. по-долу Значими Проекти и инициативи).

## Отзвук

### Отзиви и критика
Според изкуствоведа Яра Бубнова „неговият начин на работа е нещо като „bon mots“, така нареченото „остроумие“ […], зародило се в контекста на общуване на ерудираното висше общество“. Това сравнение възниква в разговорите по подготовката за участието на Иван Мудов в I Московско биенале с проекта Winds of Change през 2005 г.

### Обществено приложение
Нетипично за съвременното изкуство, някои от творбите и концепциите на Мудов са намерили значимо приложение в обществени кампании. На 10 юли 2007 г. като част от кампанията за спасяване на Природен парк „Странджа“ е организиран нерегламентиран протест без уведомление, представляващ блокада на кръговото кръстовище на Руски паметник в София. Протестът използва концепцията и всички основни черти на цикъла пърформанси „Предимство“, като например минимално или никакво нарушаване на правилата за движение, възползване от особеностите на кръговите кръстовища, манипулация на трафика и особеностите в поведението на шофьорите в трафика. Хореографията разчита на пресичане от големи групи хора на пешеходните пътеки около кръстовището в определена посока, както и въртеливо движение на автомобили вътре в самото кръстовище, водещи до пълно блокиране на градския трафик в целия район, като участниците афишират себе си и своята кауза едва впоследствие. Приносът на Мудов като вдъхновение за гражданската акция се споменава още в предварителната информация до участниците от организаторите, пазещи самоличността си в тайна, но свързани с природозащитното движение в България, а също е забелязан и от медийните анализатори. Оригиналността на протестната акция предизвиква коментара на вътрешния министър тогава Румен Петков относно невъзможността на МВР да предотварти акцията и да наложи санкции.

## Награди
- Награда за млад европейски художник на Trieste Contemporanea за 2006 г. (англ. Young European Artist Trieste Contemporanea Award);[3]Мудов е първият български художник, удостоен с тази награда;[25][26]
- Наградата „Гауденц Б. Руф“ за ново българско изкуство за 2010 г. в категория „Утвърдени творци“.[27]